# Патагония (бронепалубен крайцер)
Патагония (на испански: ARA Patagonia) е бронепалубен крайцер на ВМС на Аржентина от края на 19 век. Проектът е реализиран в единствен екземпляр.

## История на проекта
„Патагония“ е първият бронепалубен крайцер на Аржентина. Построен е в Австро-Унгария през 1887 г.. Цената за построяването на кораба е около 100 000 фунта стерлинги.

## История на службата
С влизането си в състава на флота става флагман на 1-ва дивизия кораби, обединяваща мониторите „Ел Плата“ и „Лос Андес“, корветата „Уругвай“, канонерката „Конститусион“ и корабът „Ресгардо“.
През юли 1890 г. моряците на крайцера заемат страната на аржентинската буржуазия в Парковата революция (на испански: Revolución del Parque). С началото на активните сблъсъци на сушата „Патагония“, съвместно с канонерките „Майпу“, „Парана“ и други кораби, започват бомбардировка на Буенос Айрес. След преговори на президента Хулио Рока с генерала на въстанниците Мануел Хосе Кампос (на испански: Manuel J. Campos), последният нарежда прекратяване на огъня.
По време на Революцията на радикалите (1893) остава верен на правителството.
В периода август – октомври 1894 г. е в състава на 2-ра дивизия, където освен „Патагония“ влизат крайцерите „Вейнтисинко де Майо“ и „Нуеве де Хулио“, участва в учения. Паралелно, задачата на съединението е наблюдение на бразилските кораби, плаващи в аржентински води близо до остров Мартин Гарсия и бразилското въстание на военноморския флот, който се бунтува против своето правителство.
През 1895 г. участва във военноморски учения.
През 1915 г. носи служба в естуария на Ла Платы, подсигурявайки неутралитета на Аржентина в Първата световна война.
Към 1918 г. от крайцера е свалено цялото въоръжение и в Astillero Río Santiago (Рио Сантяго) е преоборудван във войскови транспорт. Като такъв служи до 1925 г., плавайки между Буенос Айрес и Ушуая, докато не е изваден от флота. По време на активната си служба посещава пристанища на Уругвай и Чили.

## Оценка на проекта
Корабът е доста малък и бавен по стандартите за крайцер, и по-скоро е мореходна канонерска лодка.

## Коментари
1. ↑  Всички данни са към 1909 г., преди модернизацията.